# Raspailia trachystyla
Raspailia trachystyla är en svampdjursart som beskrevs av Tanita 1968. Raspailia trachystyla ingår i släktet Raspailia och familjen Raspailiidae.
Artens utbredningsområde är havet kring Japan. Inga underarter finns listade i Catalogue of Life.